# Орленко Андрій Вікторович
 Орле́нко Андрі́й Ві́кторович  нар. 1965, м. Вінниця — продюсер, тележурналіст, літератор. Член Асоціації українських письменників, Національної спілки журналістів України (1991).

## Біографія
Народився 2 квітня 1965 р. у м. Вінниці. Випускник Вінницького педагогічного інституту (1988). Служив в армії, вчителював у сільській школі в Малих Крушлинцях. З 1988 р. працював редактором у вінницькій газеті «Резонанс», з 1993 р. — на телебаченні. Спеціалізація — інформаційні, аналітичні програми, політика, економіка, соціальна сфера. Автор кількох десятків програм і проектів на різних вінницьких телеканалах. З 2000 р. разом з журналістикою займається продюсуванням телевізійних та театральних продуктів. Продюсер, сценарист, співавтор близько 50 телефільмів, а також роликів, сюжетів, серед яких — понад дві сотні нарисів для телепроєкту «Нова енциклопедія Поділля». Співзасновник Гільдії редакторів Вінниччини. Член Асоціації українських письменників, НСЖУ (1991).

У літературному доробку — збірка віршів російською мовою «Времена света» (1999), книга прози «Отражения страха» (1998, спільно з І. В. Шуровим), збірка кіносценаріїв та драматичних п'єс «Кто убил комиссара Трюфо» (2001), роман «Адам Кодман, или Заговор близнецов» (2006).

Лауреат міжнародного конкурсу малої прози «Біла скрижаль» (2012).